# Giuliana Sarà
Giuliana Sarà (...) è un'ex cestista italiana.
Ha giocato in Serie A1 con Palermo.